# بنوبند باتيل (تازيان)
بنوبند باتیل (بالفارسية: بنوبند پاتل) هي قرية تقع في إيران في قسم تازيان الريفي. يقدر عدد سكانها بـ 706 نسمة .